# Helsingborgssandsten

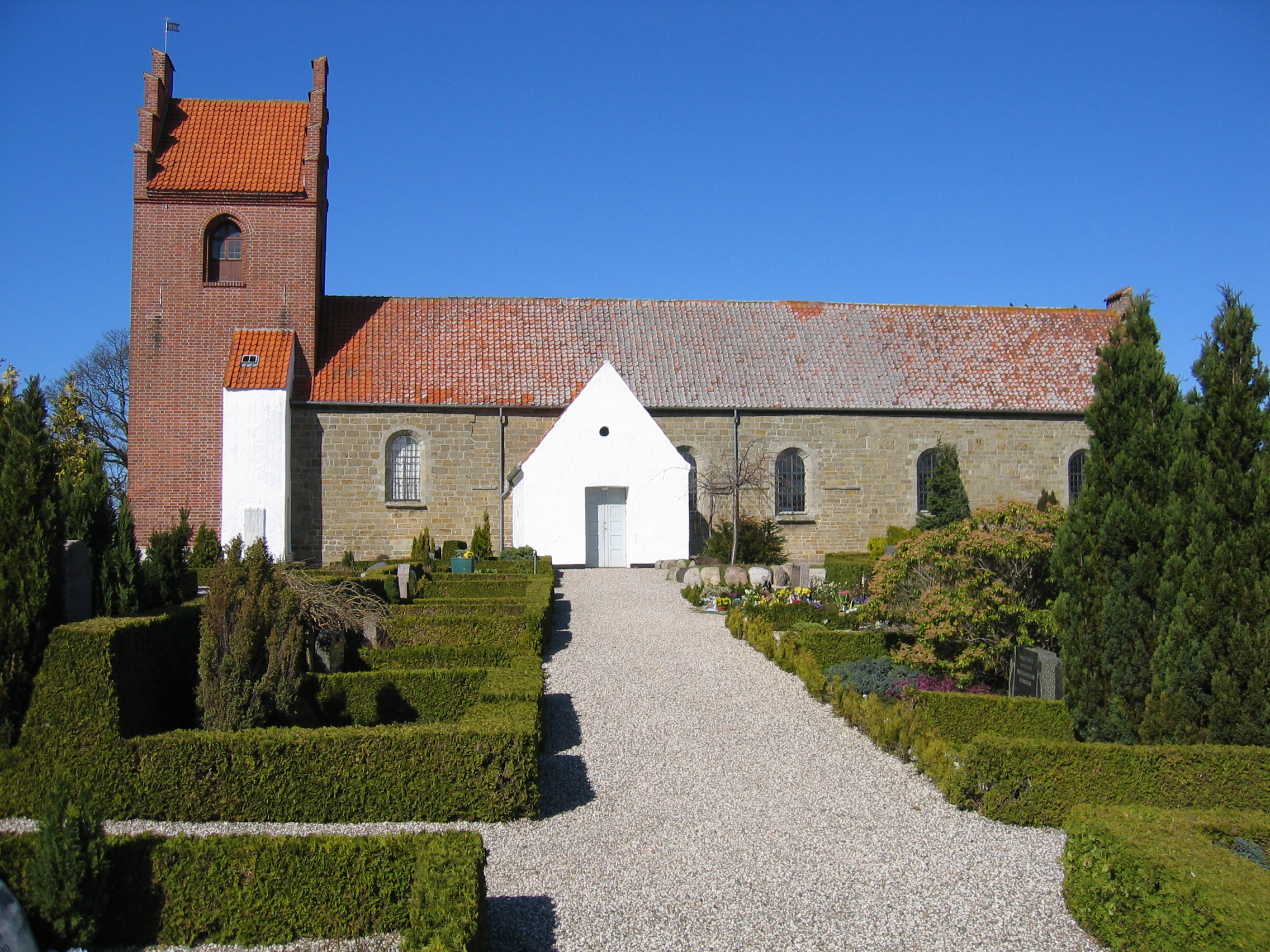
Vejby kyrka

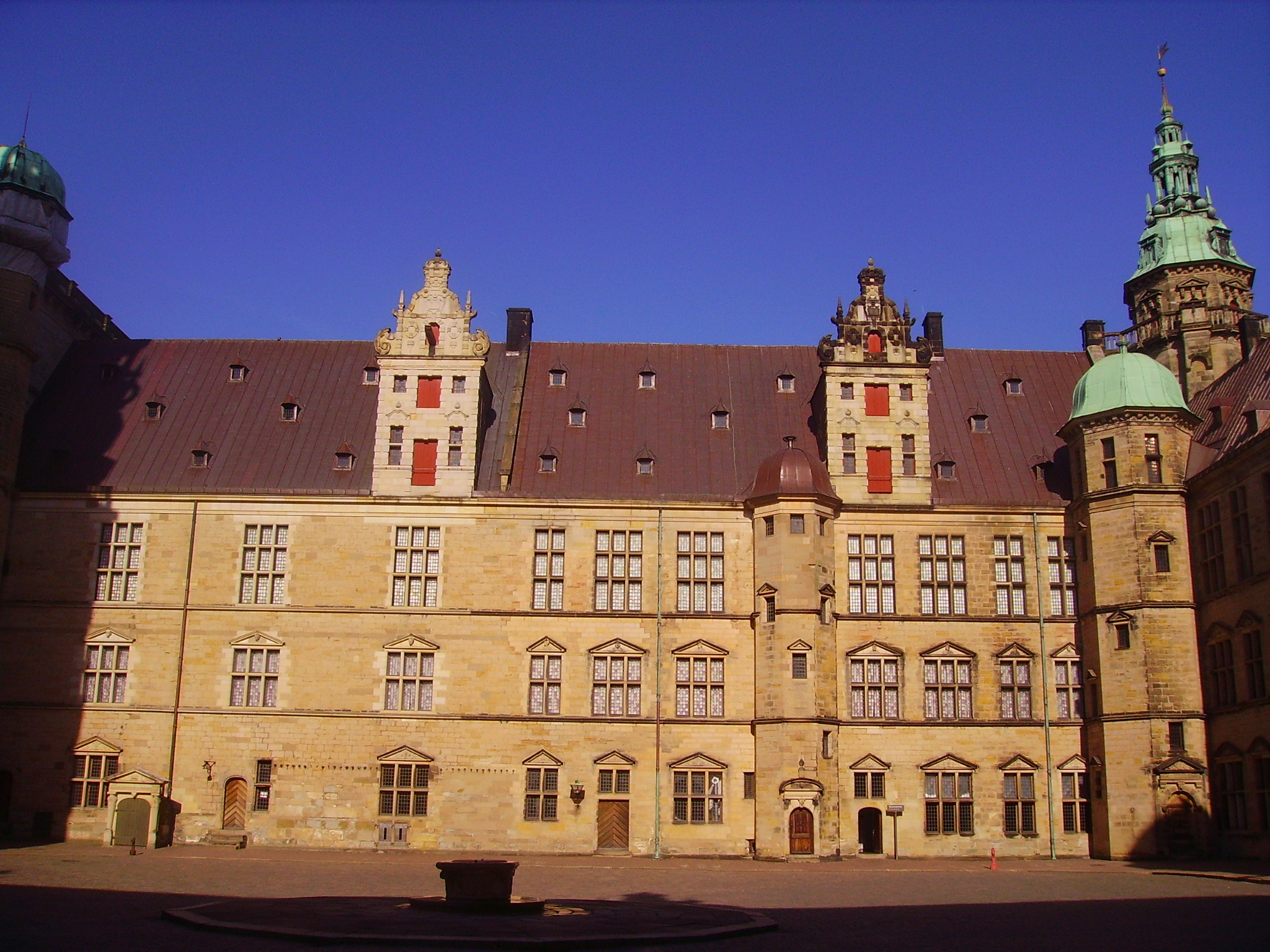
Kronborgs slott

Helsingborgssandsten är en sandsten, som brutits i idag överväxta stenbrott vid landborgen i Pålsjö i Helsingborg. Den är finkornig och gul till brun i färgtonen. Brytningen började under tidig medeltid.
Den användes till en början vid uppförandet av Lunds domkyrka i slutet av 1000-talet, och något senare till ett antal kyrkor i västra Skåne samt i nio kyrkor på Själland, som huvudsakligt byggnadsmaterial eller som supplerande för hörn och dörr- och fönsterinfattningar.

## Byggnader i helsingborgssandsten
- Till mindre del till Lunds domkyrka, under början av byggnadsperioden
- Den första Mariakyrkan i Helsingborg från 1100-talet. Denna sandsten är återanvänd i nuvarande Sankta Maria kyrka från 1300-talet till sockeln till koromgången och västpartiet.
- Vejby kyrka, Gribskovs kommun, Danmark, från 1100-talet
- Valby kyrka, Gribskovs kommun, Danmark, från 1100-talet
- Kor, Esbønderup kyrka, Danmark
- Absid, Högs kyrka, slutet av 1100-talet
- Delar av Kärnan i Helsingborg (idag synligt i  innerväggar), 1315–16
- Kronborgs slott, 1574–85